# Falakata
Falakata è una suddivisione dell'India, classificata come census town, di 18.801 abitanti, situata nel distretto di Jalpaiguri, nello stato federato del Bengala Occidentale. In base al numero di abitanti la città rientra nella classe IV (da 10.000 a 19.999 persone).

## Geografia fisica
La città è situata a 26° 31' 60 N e 89° 12' 0 E e ha un'altitudine di 87 m s.l.m..

## Società

### Evoluzione demografica
Al censimento del 2001 la popolazione di Falakata assommava a 18.801 persone, delle quali 9.616 maschi e 9.185 femmine. I bambini di età inferiore o uguale ai sei anni assommavano a 2.192, dei quali 1.120 maschi e 1.072 femmine. Infine, coloro che erano in grado di saper almeno leggere e scrivere erano 14.289, dei quali 7.753 maschi e 6.536 femmine.